# Collegio uninominale Lazio - 06 (2020)
Il collegio elettorale uninominale Lazio - 06 è un collegio elettorale uninominale della Repubblica Italiana per l'elezione del Senato della Repubblica.

## Territorio
Come previsto dalla legge n. 51 del 27 maggio 2019, il collegio è stato definito tramite decreto legislativo all'interno della circoscrizione Lazio.
È formato dal territorio dell'intera provincia di Latina (33 comuni) e dell'intera provincia di Frosinone (91 comuni).
Il collegio è parte del collegio plurinominale Lazio - 02.

## Eletti
| Elezione | Elezione | Deputato        | Partito      |
| -------- | -------- | --------------- | ------------ |
|          | 2022     | Claudio Fazzone | Forza Italia |

## Dati elettorali

### XIX legislatura
Come previsto dalla legge elettorale, 74 senatori sono eletti con sistema a maggioranza relativa in altrettanti collegi uninominali a turno unico.
| Candidati                                 | Candidati                 | Voti    | %     | Liste                                 | Voti    | %     |
| ----------------------------------------- | ------------------------- | ------- | ----- | ------------------------------------- | ------- | ----- |
|                                           | Claudio Fazzone ✔️ Eletto | 265 357 | 54,33 | Fratelli d'Italia                     | 153 231 | 31,37 |
| Forza Italia                              | Claudio Fazzone ✔️ Eletto | 265 357 | 54,33 | 58 971                                | 12,07   |       |
| Lega per Salvini Premier                  | Claudio Fazzone ✔️ Eletto | 265 357 | 54,33 | 44 527                                | 9,12    |       |
| Noi moderati/Lupi - Toti - Brugnaro - UDC | Claudio Fazzone ✔️ Eletto | 265 357 | 54,33 | 1 669                                 | 0,34    |       |
|                                           | Sergio Messore            | 90 229  | 18,47 | Partito Democratico-IDP               | 62 339  | 12,76 |
| Alleanza Verdi e Sinistra                 | Sergio Messore            | 90 229  | 18,47 | 10 471                                | 2,14    |       |
| +Europa                                   | Sergio Messore            | 90 229  | 18,47 | 9 209                                 | 1,89    |       |
| Impegno Civico - Centro Democratico       | Sergio Messore            | 90 229  | 18,47 | 3 414                                 | 0,70    |       |
|                                           | Anna Sacchetti            | 79 567  | 16,29 | Movimento 5 Stelle                    | 79 567  | 16,29 |
|                                           | Adamo Pantano             | 29 626  | 6,07  | Azione - Italia Viva - Calenda        | 29 626  | 6,07  |
|                                           | Maria Teresa Bellofatto   | 7 269   | 1,49  | Italexit                              | 7 269   | 1,49  |
|                                           | Domenico Carcone          | 5 489   | 1,12  | Unione Popolare                       | 5 489   | 1,12  |
|                                           | Gina Lollobrigida         | 5 226   | 1,07  | Italia Sovrana e Popolare             | 5 226   | 1,07  |
|                                           | Edoardo Castellucci       | 2 958   | 0,61  | Partito Comunista Italiano            | 2 958   | 0,61  |
|                                           | Violetta Tomassetti       | 1 726   | 0,35  | Vita                                  | 1 726   | 0,35  |
|                                           | Rocco D'Ettorre           | 954     | 0,20  | Alternativa per l'Italia (PdF - Exit) | 954     | 0,20  |
| Totale                                    | Totale                    | 488 401 | 100   |                                       | 488 401 | 100   |
| Elettori                                  | Elettori                  | 824 152 |       |                                       |         |       |